# والدو سمون
والدو سمون (انگلیسی: Waldo Semon؛ زاده september ۱۰, ۱۸۹۸ درگذشته ۲۶ مه ۱۹۹۹ (۱۰۰ ساله)) یک دانشمند در زمینه شیمی اهل ایالات متحده آمریکا بود.